# デラウェア湾

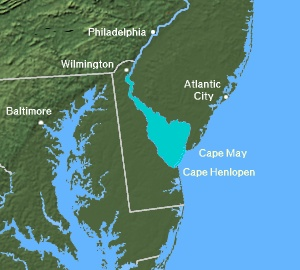
デラウェア湾

デラウェア湾 (デラウェアわん、英語：Delaware Bay) は、アメリカ合衆国大西洋岸にある湾。ニュージャージー州とデラウェア州の間に位置する。西側はデルマーバ半島。湾の名称は、イギリス人のデラウェア卿によって命名されたものである。

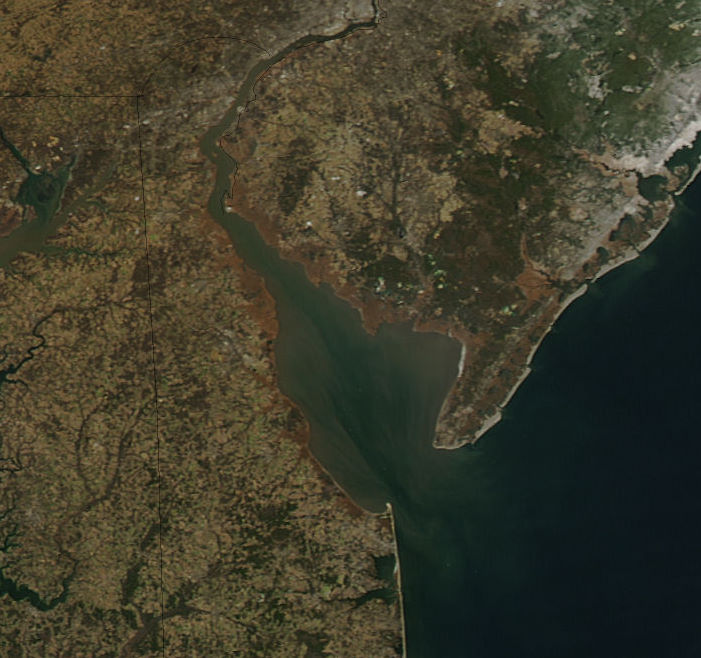
冬のデラウェア湾

デラウェア川のエスチュアリーとして形成されたものであり、外洋とはメイ岬およびヘンロペン岬を結ぶ線によって区切られる。湾の海岸部は塩性沼沢および泥湿地の地域が多く、居住可能地は少ない。一帯にはウミガメやハクトウワシ、カニなどが生息しており、1992年にラムサール条約登録地となった。湾内の港の管理はデラウェア川・湾公社が行っている。
なお、ヨーロッパ人がこの地域に移住を開始したのは17世紀のことであり、それまではレナペ族の居住地域であった。